# Унсокит
Унсо̀кит (на английски: Woonsocket, [wʊnˈsɒkɪt]) е град в североизточната част на Съединените американски щати, част от окръг Провидънс на щата Роуд Айланд. Населението му е около 43 000 души (2020).
Разположен е на 56 метра надморска височина в Североизточната крайбрежна зона, на 20 километра северно от Провидънс и на 53 километра югозападно от Бостън. Селището възниква през 20-те години на XIX век и е инкорпорирано като град през 1867 година. То се развива като център на текстилната промишленост и става средище на имиграция на франкоканадци, като до средата на XX век жителите му са главно френскоезични.
В Унсокит е седалището на веригата от аптеки „Си Ви Ес Хелт“, едно от най-големите предприятия в света.